# Mont de Grange
Mont de Grange este o arie protejată (sit de importanță comunitară — SCI) din Franța întinsă pe o suprafață de 1.254 ha, integral pe uscat.

## Localizare
Centrul sitului Mont de Grange este situat la coordonatele 46°15′40″N 6°48′16″E / 46.2611°N 6.80439°E.

## Înființare
Situl Mont de Grange a fost declarat arie specială de conservare în baza directivei 92/43 din 1992 referitoare la conservarea habitatelor naturale și a faunei și florei sălbatice pentru a proteja 3 specii de plante și 6 specii de animale.

## Biodiversitate
Situată în ecoregiunea alpină, aria protejată conține 10 habitate naturale: Pajiști alpine și boreale, Pajiști alpine și subalpine calcaroase, Liziere de ierburi înalte hidrofile de câmpie și de nivel montan până la alpin, Grohotișuri calcaroase și de șisturi calcaroase de la nivelul montan până la nivelul alpin (Thlaspietea rotundifolii), Păduri de fag Luzulo-Fagetum, Păduri acidofile de Picea de la nivel montan la nivel alpin (Vaccinio-Piceetea), Grohotișuri termofile și vest-mediteraneene, Păduri de fag Asperulo-Fagetum, Fânețe montane, Pante stâncoase calcaroase cu vegetație casmofită.
La baza desemnării sitului se află mai multe specii protejate:
- plante (3): Buxbaumia viridis, papucul doamnei (Cypripedium calceolus), Eryngium alpinum
- mamifere (5): liliac cârn (Barbastella barbastellus), lupul (Canis lupus), râs eurasiatic (Lynx lynx), liliac cărămiziu (Myotis emarginatus), liliac comun (Myotis myotis)
- nevertebrate (1): fluturele auriu (Euphydryas aurinia)

Pe lângă speciile protejate, pe teritoriul sitului au mai fost identificate 4 specii de plante, 15 specii de păsări.